# Francesco Novelli
 (juillet 2025).
Francesco Novelli (Venise, 1764 - 1836) est un illustrateur, un graveur et un peintre italien de la fin XVIIIe siècle et début du XIXe siècle.

## Biographie
Francesco Novelli  a été le fils du peintre Pietro Antonio Novelli.

## Œuvres
- Saint Christophe portant le Christ enfant sur ses épaules
- Scènes de vie sur marché italien
- Tête d'un ancien Philosophe,
- Le Christ prêchant, Fine Arts Museum of San Francisco
- Campement des Français en Égypte commandés par le général Bonaparte,
- Attitudes diverses de Lady Hamilton (ap. 1791), Gravure.